# Diners Club International
 Diners Club International Ltd.  (DCI), fondată sub numele de Diners Club, este o companie de carduri de credit deținută de Capital One. Înființată în 1950 de Frank X. McNamara, Ralph Schneider (1909 – 1964),Matty Simmons și Alfred S. Bloomingdale, a fost prima companie independentă de carduri de plată din lume, stabilind cu succes serviciul de carduri financiare, de emitere a cardurilor de credit pentru călătorii și divertisment (Travel and Entertainment – T&E) ca o afacere viabilă.
Diners Club International și francizele sale deservesc persoane din întreaga lume, cu operațiuni în 59 de țări.

## Istoric

Portret al lui Ralph Schneider, unul din cei patru cofondatori ai Diners Club, în 1958, de Herman Hiller.

Ideea pentru Diners Club a fost concepută la restaurantul Majors Cabin Grill din New York City în 1949.
Cofondatorul Diners Club, Frank McNamara, lua masa cu clienții și și-a dat seama că își uitase portofelul în alt costum. Soția sa a plătit nota de plată, iar McNamara s-a gândit la un card de credit multifuncțional ca o modalitate de a evita situații jenante similare în viitor.
A discutat ideea cu proprietarul restaurantului la masă, iar în ziua următoare cu avocatul său, Ralph Schneider, și prietenul său, Alfred S. Bloomingdale.
McNamara s-a întors la același restaurant în februarie 1950 și și-a plătit masa folosind un card de credit din carton și o semnătură.  Povestea a devenit bine cunoscută.

## Francize internaționale
Într-o tranzacție finalizată pe 1 iulie 2008, Discover Financial Services a achiziționat Diners Club International de la Citibank pentru 165 milioane de dolari. Negocierea a fost anunțată în aprilie 2008 și aprobată de guvernul SUA în mai 2008. Prin fuziunea rețelei Discover din America de Nord cu rețeaua internațională Diners Club, Discover a creat un sistem global de procesare a plăților.
Discover Bank nu are planuri să emită carduri cu marca Diners Club, care continuă să fie emise de licențiații Diners Club International. În 2011, Discover a început să includă logo-ul său pe cardurile Diners Club International. Mai multe procesatori de plăți, precum PayPal, pot procesa doar noile carduri Diners Club International, care includ logo-ul Discover, precum și cardurile MasterCard, cu marca Diners Club emise în America de Nord de BMO.